# Lavoûte-sur-Loire
Lavoûte-sur-Loire település Franciaországban, Haute-Loire megyében. Lakosainak száma 813 fő (2022. január 1.). Lavoûte-sur-Loire Beaulieu, Blanzac, Chaspinhac, Malrevers, Polignac, Saint-Paulien és Saint-Vincent községekkel határos.

## Népesség
A település népességének változása:
| Lakosok száma | 514  | 614  | 697  | 719  | 841  | 855  | 840  | 832  | 829  | 813  |
|               | 1968 | 1982 | 1990 | 2006 | 2013 | 2015 | 2017 | 2019 | 2020 | 2022 |